# 賀川太郎
賀川 太郎（かがわ たろう、1922年8月9日 - 1990年3月6日）は、兵庫県神戸市出身の元サッカー選手。

## 経歴
神戸一中（現・県立神戸高校）、神戸経済大学（現・神戸大学）を経て、1948年に田辺製薬サッカー部に入団。全日本実業団サッカー選手権大会で6連覇を含む7回の優勝を遂げた田辺製薬の黄金期を支えた一人だった。同時期の天皇杯全日本サッカー選手権大会には大阪クラブの選手として出場し、1951年から3年連続で準優勝している。
日本代表としてもワールドカップ・スイス大会予選など、国際Aマッチ5試合に出場した。
2006年に第2回日本サッカー殿堂入りした。サッカーライターの賀川浩は実弟である。

## 所属クラブ
- 神戸一中
- 神戸経済大学
- 1948年-? 田辺製薬
- 大阪サッカークラブ

## 経歴
- 日本代表初出場（国際Aマッチ）：1951年3月7日 対イラン戦（ニューデリー）[1]
- 日本代表初出場：1951年2月11日 対全関西（日本）戦（大阪スタヂアム）
- 日本代表初得点：1951年2月18日 対全関学（日本）戦（西宮球場）

## 代表歴

### 出場大会
- アジア競技大会(1951、1954)
- ワールドカップスイス大会予選

### 試合数
- 国際Aマッチ 5試合 0得点(1951-1954)[1]

| 日本代表 | 国際Aマッチ | 国際Aマッチ | その他 | その他 | 期間通算 | 期間通算 |
| 年       | 出場        | 得点        | 出場   | 得点   | 出場     | 得点     |
| -------- | ----------- | ----------- | ------ | ------ | -------- | -------- |
| 1951     | 2           | 0           | 4      | 2      | 6        | 2        |
| 1952     | 0           | 0           | 1      | 1      | 1        | 1        |
| 1953     | 0           | 0           | 3      | 0      | 3        | 0        |
| 1954     | 3           | 0           | 0      | 0      | 3        | 0        |
| 通算     | 5           | 0           | 8      | 3      | 13       | 3        |

### 出場
| No. | 開催日         | 開催都市     | スタジアム         | 対戦相手     | 結果       | 監督     | 大会               |
| --- | -------------- | ------------ | ------------------ | ------------ | ---------- | -------- | ------------------ |
| 1.  | 1951年03月07日 | ニューデリー |                    | イラン       | △0-0(延長) | 二宮洋一 | アジア大会         |
| 2.  | 1951年03月08日 | ニューデリー |                    | イラン       | ●2-3       | 二宮洋一 | アジア大会         |
| 3.  | 1954年03月07日 | 東京都       | 明治神宮外苑競技場 | 韓国         | ●1-5       | 竹腰重丸 | ワールドカップ予選 |
| 4.  | 1954年03月14日 | 東京都       | 明治神宮外苑競技場 | 韓国         | △2-2       | 竹腰重丸 | ワールドカップ予選 |
| 5.  | 1954年05月01日 | マニラ       |                    | インドネシア | ●3-5       | 竹腰重丸 | アジア大会         |